# 官位
官位（日语：／）在日本历史上是指人们所担任的官职以及表示人们尊卑等级的“位阶”的总称。在朝鲜古代史（高句丽、百济、新罗）中，“官位”则是指规定人们尊卑等级的“位”。这两个概念都受到中国的影响，然而在中国历史上并不使用“官位”一词。
规定官职和位阶的相应关系的制度称为“官位制”（又称“官位制度”或“官位相当制”），即根据不同官职授予相应的位阶（品阶）来任命官员的制度。在日本，官职和位阶通过律令法（律令制）得到了系统化的整备。